# إيفا
إيفلين محروس شاهين أو إيفا (16 أبريل 1953 -)، ممثلة مصرية. تلقت تعليمها في المدارس الأجنبية ، عملت مع الفنان سمير غانم في أعمال عديدة اشهرها مسرحية اخويا هايص وأنا لايص عام 1992.

## من أعمالها

### الأفلام
- عنتر شايل سيفه.
- جواز عرفي.
- مسجون ترانزيت 2008.
- تحدى الأشرار

### المسرحيات
- البغبغان.
- الزعيم.
- أخويا هايص و أنا لايص
- أهلا يا دكتور

### المسلسلات
- صرخة برئ.
- فيه حاجة غلط.
- رحلة السيد أبو العلا البشري.
- وكسبنا القضية.
- أبو العلا 90.
- الأصدقاء.
- قضية نسب.
- أسمهان.
- المصراوية - الجزء الثاني.
- أيام الحب والشقاوة.
- ملكة في المنفى.
- ونيس وأيامه - الجزء السابع.
- أكتوبر الآخر.
- للحب فرصة أخيرة.
- خيانة عهد.

## وصلات خارجية
- إيفا على موقع الدهليز
- إيفا على موقع قاعدة بيانات الأفلام العربية
- السيرة الذاتية على موقع elcinema